# Échenay
Échenay ist eine französische Gemeinde mit 94 Einwohnern (Stand: 1. Januar 2022) im Département Haute-Marne in der Region Grand Est. Sie gehört zum Kanton Poissons im Arrondissement Saint-Dizier.

## Geografie
Die Gemeinde Échenay liegt an der oberen Saulx, etwa 40 Kilometer südöstlich der Arrondissements-Hauptstadt Saint-Dizier. Die Nachbargemeinden von Échenay sind:
| Pansey          |                                             | Saudron   |
| Aingoulaincourt | Kompassrose, die auf Nachbargemeinden zeigt | Gillaumé  |
| Sailly          | Thonnance-les-Moulins                       | Lezéville |

## Bevölkerungsentwicklung
| Jahr                       | 1962 | 1968 | 1975 | 1982 | 1990 | 1999 | 2008 | 2018 |
| -------------------------- | ---- | ---- | ---- | ---- | ---- | ---- | ---- | ---- |
| Einwohner                  | 110  | 92   | 91   | 87   | 93   | 101  | 89   | 91   |
| Quellen: Cassini und INSEE |      |      |      |      |      |      |      |      |

## Sehenswürdigkeiten

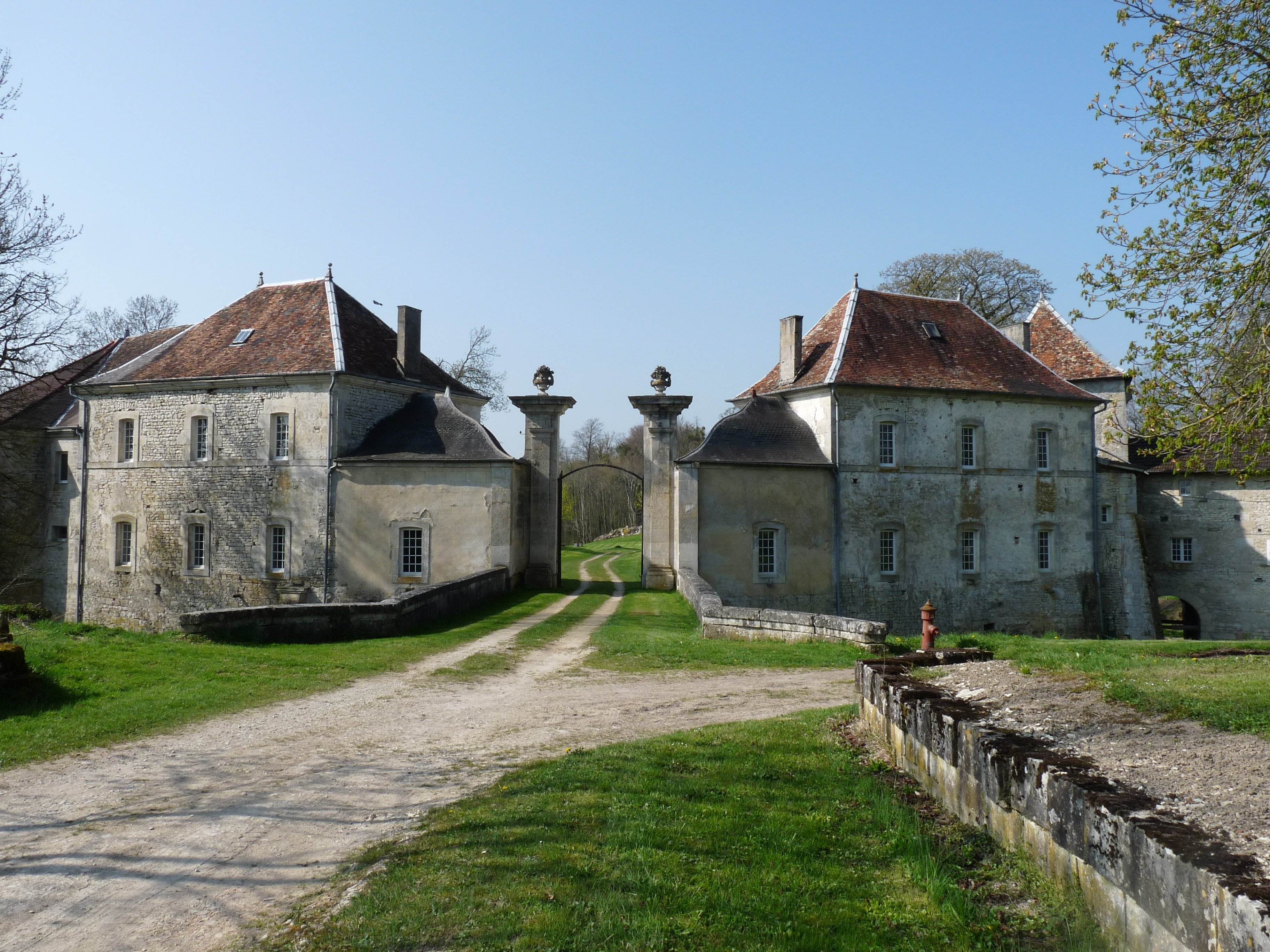
Château de Pimodan
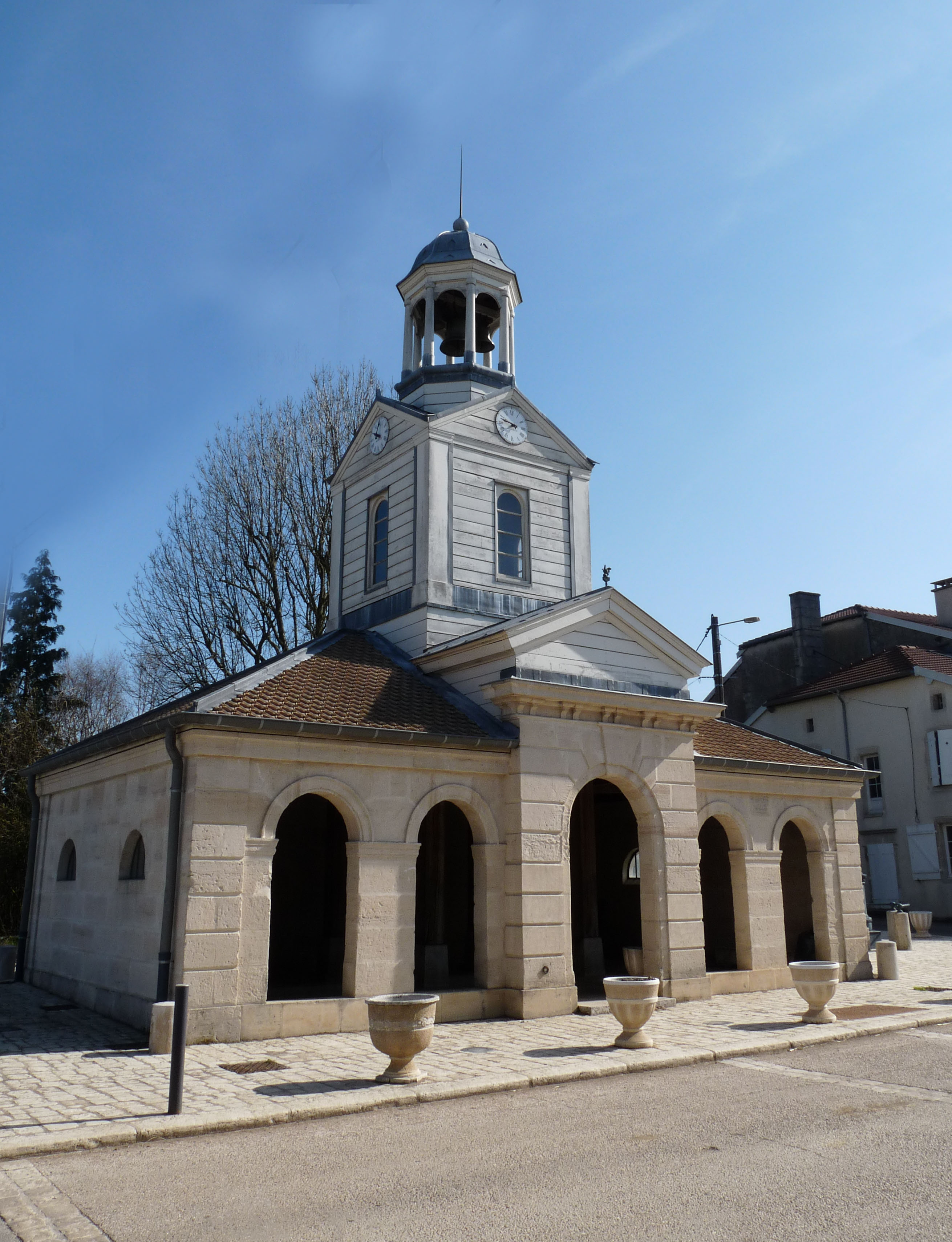
Lavoir
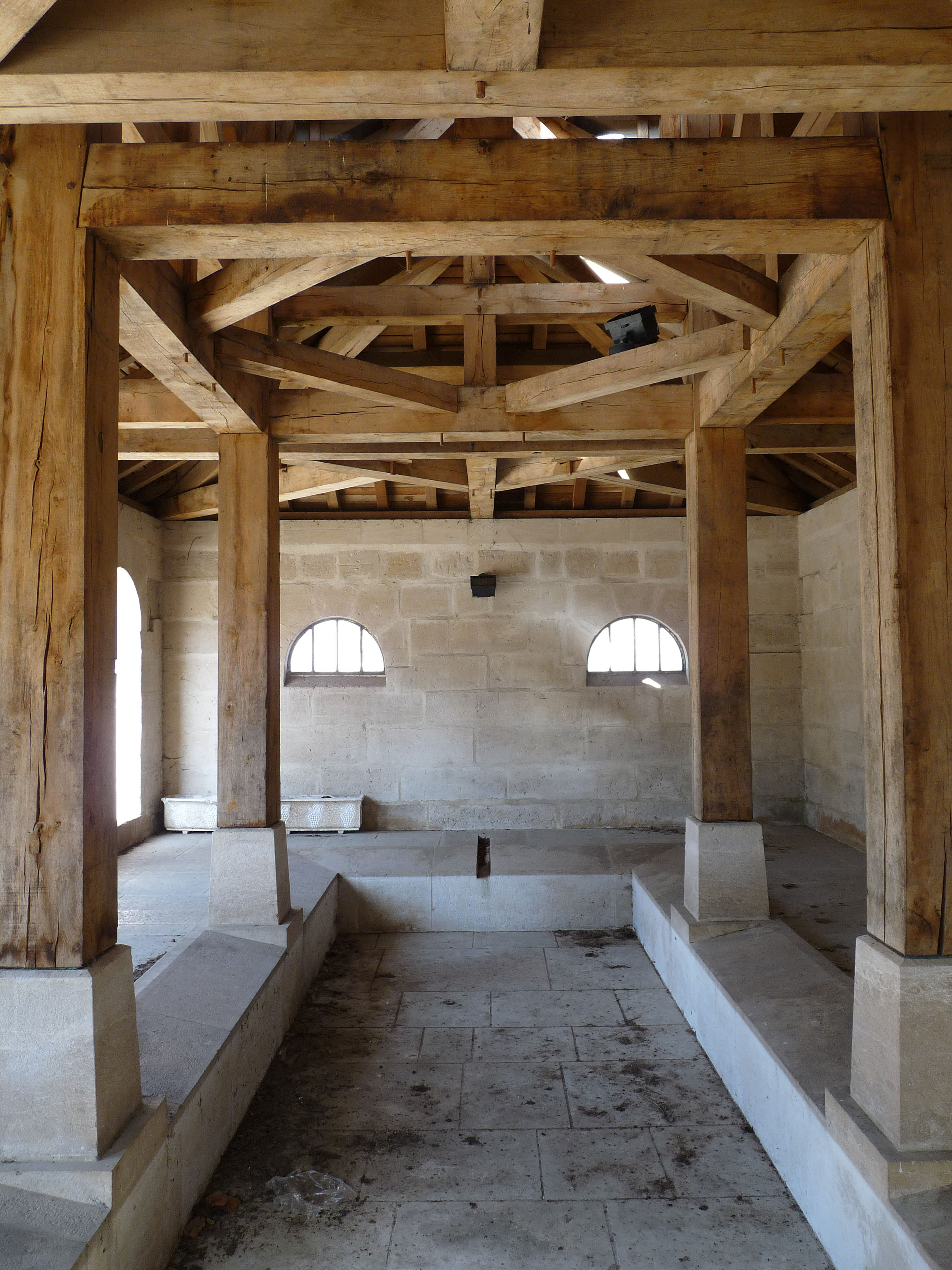
Innenansicht des Lavoirs